# ۲-اتیل هگزانوئیک اسید
۲- اتیل هگزانوئیک اسید (به انگلیسی: {\displaystyle {\ce {2-Ethylhexanoic acid}}}) یک ترکیب آلی با فرمول CH۳(CH۲)۳CH(C۲H۵)CO۲H می‌باشد. این ترکیب یک کربوکسیلیک اسید است که به‌طور گسترده برای تهیه مشتقات فلزی چربی دوست محلول در حلال‌های آلی غیر قطبی استفاده می‌شود. ۲- اتیل هگزانوئیک اسید یک روغن بی رنگ با گرانروی بالاست. این ماده به صورت مخلوط راسمیک عرضه می‌شود.

## تولید
۲- اتیل هگزانوئیک اسید در صنعت در مرحله اول از طریق هیدروفرماله نمودن پروپیلن به بوتیرالدهید تهیه می‌شود. تراکم آلدولی این آلدهید ۲- اتیل هگزِنال را تولید می نماید که از طریق هیدروژن دار کردن به ۲- اتیل هگزانال تبدیل می‌شود. اکسایش این آلدهید در نهایت منجر به تولید ۲- اتیل هگزانوئیک اسید می گردد.

## اتیل هگزانوات‌های فلزی
۲- اتیل هگزانوئیک اسید ترکیباتی را با کاتیون‌های فلزی ایجادمی نماید که استوکیومتری مشابه استات‌های فلزی دارند. این کمپلکس‌های اتیل هگزانوات در سنتز ترکیبات شمیایی صنعتی و آلی استفاده می‌شوند. این مواد در پلیمریزاسیون به عنوان کاتالیست و در واکنش‌های اکسایشی به عنوان عامل خشک‌کننده روغن عمل می‌کنند. این ترکیبات حلالیت بالایی در حلال‌های غیر قطبی دارند. این مواد اگرجه غیر یونی هستند با اینحال جزء کمپلکس‌های کوئوردیناسیونی با بار خنثی می‌باشند. ساختار آن‌ها مشابه استات‌های متناظرشان می‌باشد.

### نمونه‌هایی از اتیل هگزانوات‌های فلزی
- هیدروکسیل آلومینیوم بیس (۲-اتیل هگزانوات) که به عنوان ضخامت دهنده استفاده می‌شود.
- قلع (II) اتیل هگزانوات. کاتالیستی برای پلی لاکتید و کوپلیمر پلی (لاکتیک- گلیکولیک اسید).[۴]
- کبالت(II) اتیل هگزانوات، خشک کن رزین‌های آلکیدی
- نیکل(II) اتیل هگزانوات